# Sông Hậu
Sông Hậu hay Hậu Giang, phía Campuchia gọi là Tonlé Bassac (tiếng Khmer: ទន្លេបាសាក់), là một phân lưu của sông Mê Kông, chảy qua và Việt Nam.

## Dòng chảy
Sông Bassac tách ra khỏi dòng chính Mê Kông tại địa phận thủ đô Phnôm Pênh của Campuchia, sau đó cả hai sông cùng chảy theo hướng bắc - nam vào lãnh thổ Việt Nam. Khi vào địa phận Việt Nam, dòng chính Mê Kông được gọi là sông Tiền còn nhánh Bassac được gọi là sông Hậu.
Từ Phnôm Pênh, sông Bassac chảy qua địa phận tỉnh Kandal (Campuchia) rồi vào lãnh thổ Việt Nam tại xã Khánh An, huyện An Phú tỉnh An Giang. Trên lãnh thổ Việt Nam, sông Hậu chảy qua bảy tỉnh, làm ranh giới tự nhiên giữa:
- Tả ngạn (bờ bắc hay bờ đông): An Giang (Tân Châu, Phú Tân, Chợ Mới), Đồng Tháp (Lấp Vò, Lai Vung), Vĩnh Long (Bình Tân, Bình Minh, Trà Ôn), Trà Vinh (Cầu Kè, Tiểu Cần, Trà Cú, Duyên Hải);
- Hữu ngạn (bờ nam hay bờ tây): An Giang (An Phú, Châu Đốc, Châu Phú, Châu Thành, Long Xuyên), Cần Thơ (Thốt Nốt, Ô Môn, Bình Thủy, Ninh Kiều, Cái Răng), Hậu Giang (Châu Thành), Sóc Trăng (Kế Sách, Long Phú, Trần Đề)

Sông Hậu tách ra hai nhánh khi đến huyện Cù Lao Dung của tỉnh Sóc Trăng, rồi đổ ra biển Đông qua cửa Trần Đề (giữa Trần Đề và Cù Lao Dung, Sóc Trăng), cửa Định An (giữa Duyên Hải, Trà Vinh và Cù Lao Dung, Sóc Trăng). Cửa Ba Thắc đã bị đất bồi từ khoảng thập niên 70 nên không còn nữa. Cửa Định An rộng nhưng cũng bị phù sa bồi nhiều nên chỉ sâu bình quân 3 mét.
Đoạn rộng nhất của con sông nay là giữa huyện Cầu Kè (Trà Vinh) và huyện Long Phú (Sóc Trăng) khoảng gần 4 km.
Có rất nhiều các con sông nhỏ, kênh rạch khác nối liền sông Tiền với sông Hậu, tiêu biểu là sông Vàm Nao, kênh Mương Khai - Đốc Phủ Hiền và kênh Lấp Vò - Sa Đéc.

## Sông Hậu xưa và nay

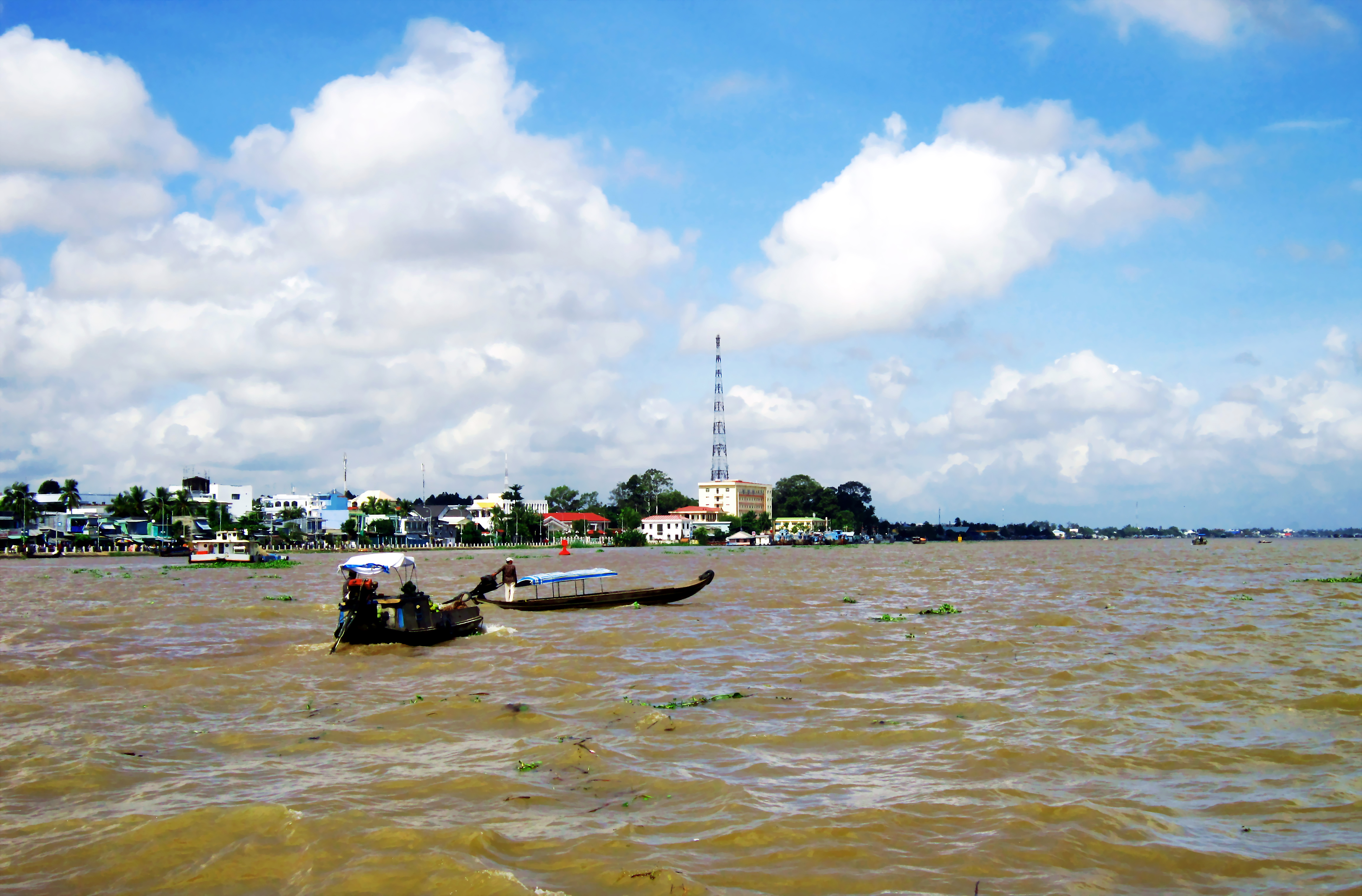
Sông Hậu, đoạn chảy qua thành phố Long Xuyên

Sách Đại Nam nhất thống chí viết: "...Sông Hậu Giang ở cách huyện Tây Xuyên [(tỉnh An Giang nhà Nguyễn)] 8 dặm về phía Tây Bắc [tức là huyện lỵ Tây Xuyên cũng là tỉnh thành Châu Đốc nằm ở phía Tây Bắc bờ sông Hậu]. Phát nguyên như sông Tiền Giang, đến phủ Nam Vang nước Cao Miên, chia một nhánh về phía Tây Nam làm sông Hậu Giang. Phía Đông sông là địa phận các huyện Đông Xuyên, Vĩnh An, An Xuyên [là các huyện của phủ Tân Thành tỉnh An Giang nhà Nguyễn]. Phía Tây là địa phận các huyện Tây Xuyên, Phong Phú, Vĩnh Định, và Phong Thịnh [là các huyện thuộc 2 phủ Tuy Biên và Ba Xuyên tỉnh An Giang nhà Nguyễn]. Sông ở giữa địa phận của tỉnh [An Giang nhà Nguyễn]..."
- Các huyện Đông Xuyên, Vĩnh An, An Xuyên ngày nay lần lượt thuộc địa giới của các đơn vị hành chính cấp huyện sau: các huyện thị An Phú, Tân Châu, Phú Tân, Chợ Mới, và thành phố Long Xuyên (đều của tỉnh An Giang ngày nay, có thể nguyên là đất 2 huyện Đông Xuyên và Vĩnh An), các huyện thị Lấp Vò, Lai Vung (đều của tỉnh Đồng Tháp, có thể nguyên là đất huyện An Xuyên). Ngoài ra, phía Đông Nam của sông Hậu xưa là các huyện của tỉnh Vĩnh Long nhà Nguyễn, nay là các huyện thị thuộc 2 tỉnh Vĩnh Long (các huyện Bình Minh, Bình Tân, Trà Ôn) và Trà Vinh (các huyện Cầu Kè, Tiểu Cần, Trà Cú, Duyên Hải).
- Phần đất bờ Tây sông Hậu xưa: các huyện Tây Xuyên, Phong Phú, Vĩnh Định, Phong Thịnh của tỉnh An Giang nhà Nguyễn, nay lần lượt là địa phận các đơn vị hành chính cấp huyện của các tỉnh thành An Giang (Châu Phú, Châu Thành, thành phố Long Xuyên, và thành phố Châu Đốc, có thể nguyên là phần đất huyện Tây Xuyên phủ Tuy Biên), Cần Thơ (các quận huyện Thốt Nốt, Ô Môn, Bình Thủy, Ninh Kiều, Cái Răng, có thể nguyên là phần đất thuộc huyện Phong Phú phủ Tuy Biên tỉnh An Giang nhà Nguyễn), Hậu Giang (đất các huyện ven sông Hậu của tỉnh Hậu Giang có thể nguyên là đất huyện Vĩnh Định phủ Ba Xuyên tỉnh An Giang nhà Nguyễn), Sóc Trăng (đất tỉnh Sóc Trăng ven sông Hậu nguyên là toàn bộ huyện Phong Thịnh, và có thể một phần huyện Vĩnh Định phủ Ba Xuyên tỉnh An Giang thời Nguyễn).

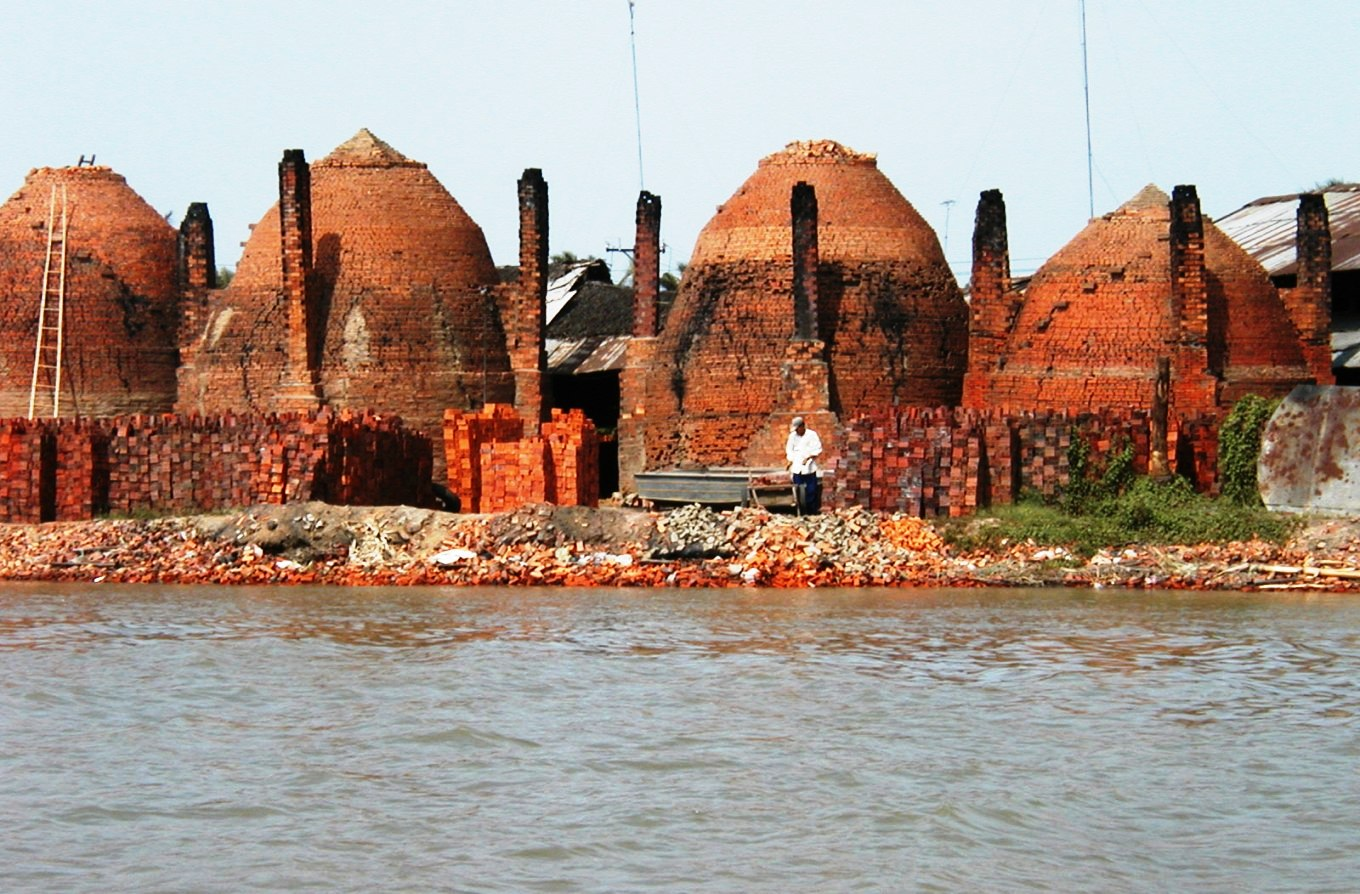
Lò gạch bên Sông Hậu.

## Môi trường
Có những lo ngại là những dự án đang hình thành hoặc đang dự định sẽ gây nhiều ô nhiễm môi trường:
- Nhà máy giấy của Công ty TNHH Lee & Man (thuộc Tập đoàn Lee & Man Paper Hong Kong, Trung Quốc) nằm ngay bên cạnh bờ sông Hậu. Lee & Man đang khiến dư luận bất an về khả năng hủy hoại môi trường sống trên dòng Hậu Giang khi nhà máy đi vào hoạt động.[2] Cụm công nghiệp giấy Lee & Man bao gồm hai nhà máy sản xuất giấy bao bì và nhà máy bột giấy tẩy trắng (có công suất lần lượt là 420.000 tấn giấy/năm và 330.000 tấn/năm), một nhà máy nhiệt điện đốt than và các phế phẩm của nhà máy giấy có công suất phát điện 125 MW và một nhà máy nước có công suất thiết kế 181.000 mét khối/ngày. Sản xuất và tái chế giấy được đánh giá là ngành công nghiệp có nguy cơ ô nhiễm cao.[3] Bộ trưởng Trần Hồng Hà sau đó cho biết đã giao Tổng cục Môi trường chủ trì, phối hợp với Sở TN-MT Hậu Giang, Phòng cảnh sát môi trường tỉnh Hậu Giang và các cơ quan liên quan tiến hành thanh tra, xem xét và đánh giá việc chấp hành pháp luật về bảo vệ môi trường đối với Công ty TNHH giấy Lee & Man.[4] Ngày 13-9, một thành viên đoàn thanh tra của Bộ Tài nguyên - môi trường làm việc tại Công ty TNHH giấy Lee & Man cho biết công nghệ xử lý nước thải mà công ty này xây dựng chỉ phù hợp để xử lý nước thải của nhà máy sản xuất giấy cứng bao bì cao cấp. Đoàn đã đề nghị công ty đầu tư thêm nhiều hạng mục để đảm bảo nước thải khi xả ra sông Hậu không bị ô nhiễm. Một trong những yêu cầu đó là phải xây dựng thêm hồ sinh thái dung tích 40.000m3 để chứa nước sau khi xử lý. Hồ này sẽ giữ lại nước trong hai ngày rồi mới xả ra sông Hậu. Hiện công ty đang xây dựng hồ này và cam kết chấp nhận nếu nước thải xả ra sông Hậu vượt ngưỡng quy định, dù chỉ một lần sẽ bị đóng cửa nhà máy ngay lập tức.[5]
- Dự án xây dựng sân Golf của tập đoàn Vingroup ở Cồn Ấu, một cù lao nằm giữa dòng sông Hậu, nằm ngay dưới chân cầu Cần Thơ, có diện tích 80 héc ta. Ở sân golf, sẽ có rất nhiều loại thuốc trừ sâu, thuốc trừ nấm, thuốc trừ cây cỏ dại và phải rải rất nhiều phân bón hóa học. Để duy trì cỏ sân golf, khối lượng hóa chất sử dụng sẽ vào khoảng 3-5 lần so với canh tác nông nghiệp. Các độc chất này sẽ theo lượng nước tưới tiêu đi vào lòng đất và tràn xuống sông Hậu hòa lẫn với các chất ô nhiễm khác. Nguy cơ hủy diệt hệ thủy sinh tự nhiên sẽ rất cao.[3]

## Các cây cầu
- Cầu An Phú – Vĩnh Trường, nối thị trấn An Phú với xã Vĩnh Trường, huyện An Phú, An Giang
- Cầu Châu Đốc, nối thành phố Châu Đốc với thị xã Tân Châu, An Giang
- Cầu Tôn Đức Thắng (dự án), nối nội ô thành phố Long Xuyên với cù lao Mỹ Hòa Hưng, An Giang
- Cầu Vàm Cống, nối huyện Lấp Vò, Đồng Tháp với quận Thốt Nốt, Cần Thơ
- Cầu Ô Môn, nối quận Ô Môn, Cần Thơ với huyện Lai Vung, Đồng Tháp (dự án)
- Cầu Cần Thơ, nối quận Cái Răng, Cần Thơ với thị xã Bình Minh, Vĩnh Long
- Cầu Đại Ngãi, Trà Vinh - Sóc Trăng (dự án)

## Dự án
- Kênh đào Phù Nam Techo, Campuchia